# Ferdinand Minding
Ferdinand Minding (alemany: Ernst Ferdinand Adolf Minding)  (Kalisz, 11 de gener de 1806 - Tartu, 13 de maig de 1885) o, en rus, Фердинанд Готлибович Миндинг (Ferdinand Gotlibovitx Minding), fou un matemàtic rus-alemany.

## Vida i Obra
Minding va néixer el 30 de desembre de 1805 (segons el calendari julià, que correspon al 11 de gener de 1806 segons el gregorià) a la vila de Kalisz, però abans de complir l'any de vida la família e va traslladar a Hirschberg (actual Jelenia Góra a Polònia) on el seu pare, que era advocat, va ser nomenat jutge. Després dels seus estudis secundaris a Hirschberg, va estudiar filologia, filosofia i física a les universitats de Halle (1824-1825) i Berlín. De 1831 a 1843 va ser professor a la universitat de Berlín, càrrec que va compaginar amb la docència a l'escola d'arquitectura de la Universitat Tècnica de Berlín a partir de 1834. El 1843 va abandonar Berlín en ser nomenat per ocupar la nova càtedra de matemàtiques aplicades de la universitat de Dorpat (actual Tartu, Estònia), càrrec que va ocupar durant quaranta anys. Va morir a Tartu el 1885.

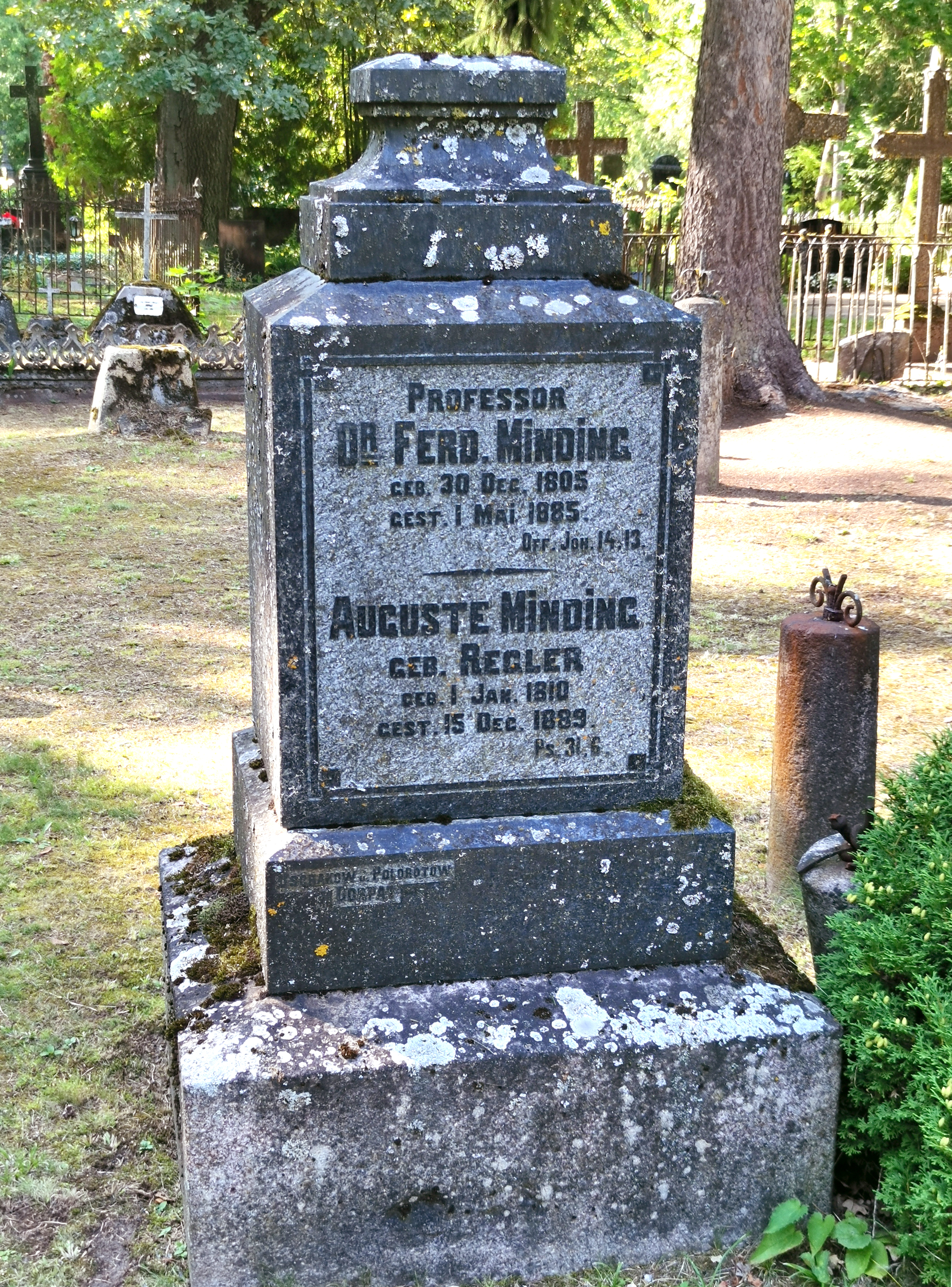
Tomba del professor Minding al cementiri Raadi de Tartu.

El 1839 va publicar un article al Journal de Crelle en el que demostrava el teorema que porta el seu nom i que diu que totes les superfícies de curvatura constant són localment isomètriques. Això no obstant, el lligam entre la pseudoesfera i el pla hiperbòlic no es faria fins molt més tard, quan Eugenio Beltrami, el 1868, el va relacionar amb els treballs de Lobatxevski.
Minding també va treballar en equacions diferencials, funcions algebraiques, funcions contínues i mecànica analítica.
El 1879 va ser escollit membre honorari de l'Acadèmia de Ciències de Sant Petersburg.